# Kotabagi, Sampgaon
Kotabagi là một làng thuộc tehsil Sampgaon, huyện Belgaum, bang Karnataka, Ấn Độ.